# Cementerio Bernardino
El cementerio Bernardino (en lituano: Bernardinų kapinės) es uno de los tres cementerios más antiguos de Vilna, Lituania. Abarca alrededor de 38.000 metros cuadrados y cuenta con un estimado de 14 mil sitios de entierro. Fue establecido en 1810 por los frailes Bernardinos de la Iglesia de San Francisco de Asís, justo al este del centro de la ciudad, en el distrito Užupis, y está situado en un terraplén del río Vilnia. Su desarrollo fue consecuencia de que las autoridades zaristas del Imperio Ruso prohibían enterrar a los muertos cerca de las iglesias. Los habitantes de Vilna se trasladaban al cementerio a lo que entonces era la periferia de la ciudad.
Los Columbarios fueron construidos en los lados este y oeste del cementerio. El cementerio se amplió en 1860.